# Wiley Post
Wiley Hardeman Post (Van Zandt County, 22 de novembro de 1898 – Point Barrow, 15 de agosto de 1935) foi um aviador americano famoso durante o período entre guerras, o primeiro piloto a voar sozinho ao redor do mundo. Também conhecido por seu trabalho em alta altitude de voo, Post ajudou a desenvolver um dos primeiros ternos de pressão e descobriu a corrente de jato.
Durante a Primeira Guerra Mundial, Post quis participar da força aérea, mas enquanto fazia sua formação de piloto na Universidade de Oklahoma, a Alemanha se rendeu. A ascensão de Wiley Post para a fama começou em 1930, quando ele ganhou uma corrida de ar entre Chicago e Los Angeles. Em 1931, ele e o navegador Harold Gatty voaram ao redor do mundo no Winnie Mae (um modelo Lockheed Vega) de Nova York para Nova York em menos de nove dias (8 dias, 15 horas e 51 minutos, estabelecendo um novo recorde. Post tinha um navegador chamado Harold Gatty para ajudá-lo a permanecer alerta e combater a fadiga naquele voo histórico). Sua primeira viagem foi registrado no livro A Volta ao Mundo em oito dias: O voo da Winnie Mae (1931). Mas quando Post se tornou a primeira pessoa a realizar um voo solo ao redor do mundo, em 1933, ele teve que fazer tudo sozinho.
Em 15 de agosto de 1935, Post e o humorista americano Will Rogers, morreram quando o avião de Post caiu ao decolar de uma lagoa perto de Point Barrow, no Alasca.